# AWStats
AWStatsはWebサーバ、メール転送エージェント、File Transfer Protocol、ストリーミングなどサーバからのデータを解析しレポート出力するオープンソースソフトウェアである。
サーバログを構文解析し、データをグラフなどで可視化してHTML形式のレポートを出力する。
静的なデータはコマンドラインインタフェースを、動的なデータはウェブブラウザのCommon Gateway Interfaceを使用してレポートを作成する。
Perlで開発されたことから殆どのオペレーティングシステムで利用可能であり、Linuxディストリビューションのサーバー管理ツールとして非常に人気が高い。
Microsoft Windowsのような、ログファイルをリモートサーバからダウンロードするローカル環境ではワークステーションにもインストール可能である。